# 瓦尔德明兴
瓦尔德明兴（德語：Waldmünchen，發音：[valtˈmʏnçn̩] ⓘ）是德国巴伐利亚州上普法尔茨行政区卡姆县的城市，面积101.17平方千米，2023年12月31日人口为6,781人。